# Bregenzerwald
Bregenzerwald er en region i den østrigske delstat Vorarlberg. Rent geografisk betegner det oplandet for Bregenzer Ach, der ligger sydøst for Bregenz, tæt på Bodensøen og frem til Hochtannbergpasset. Det bør ikke forveksles med Bregenzerwaldgebirge, som er overlappende rent geografisk, men ikke til fulde.

## Land & folk
Bregenzerwald har et unikt bjerglandskab som strengt taget ikke kan betegnes som skov mere, men er optaget på UNESCOs Verdensarvsliste (Europa). Indbyggerne i området deler ofte Bregenzerwald i to områder, Vorderer Bregenzerwald og Hinterer Bregenzerwald. Vorderer Bregenzerwald, med bakker og lavere bjerge, er nærmest Rheintal. Hinterer Bregenzerwald har højere bjerge med højder op til 2.000 meter. Geologisk er Bregenzerwald en del af de Nordlige kalkalper.
De største landsbyer i Bregenzerwald er Bezau – regionens hovedby – Alberschwende, Schwarzenberg, Bizau, Mellau, Au og Egg.

### Dialekt
Frem til 1814 tilhørte i nord og nordvest dele af Allgäu til Vorarlberg - derudover indvandrede en del Alemannere fra omkring det 5./6. århundrederne, hvilket ikke kun førte til en livlig udveksling af varer, men førte også til - gennem en tilsvarende udvidet ægteskabskreds - en sproglig sammenblanding. Især i den nordlige del af Bregenzerwald (= Vorderwald) er indflydelsen af Allgäuerisch særlig tydelig, hvor dialekten minder meget om dialekten i det vestlige Allgäu. På den anden side dominerer i det centrale Bregenzerwald og i Hinterwald sprogformer, der viser en stærkere forbindelse med området omkring Alpenrhein, nærmere betegnet Hofsteig og Dornbirn. Der findes således som sådan ikke en egentlig dialekt, som kun findes i Vorarlberg, men det trænede øre vil sagtens kunne adskille dialekterne i Bregenzerwald fra resten af Vorarlberg.

## Historie
Med udgangspunkt i Bregenz opstod omkring år 1000 den første menneskelige beboelse i Bregenzerwald, som stadig var helt skovklædt på det tidspunkt, med spæde landbrugsmæssige tiltag.
Mens de nordlige dele af Bregenzerwald (Alberschwende, Lingenau og Sulzberg) tilhørte [Bregenz], tilhørte Damüls og Innerbregenzerwald Feldkirch. Denne inddeling fra 1338 er grundlaget for en skelnen mellem Vorderer og Hinterer Bregenzerwald.
1390 blev grevskabet Feldkirch solgt til Østrig, hvilket førte til, at Innerbregenzerwald og Damüls fulgte trop, mens Lingenau og Alberschwende fulgte i år 1451. Tannberg, Schröcken og Warth blev østrigsk i 1453, og i 1523 opkøbte Habsburgerne endelig også Sulzberg.
Efter 1380, især i det indre af Bregenzerwald, opstod et slags bondeselvstyre (bonderepublik) med sin egen frie landbefolkning, egen forfatning (hvad angik arealanvendelse) og domsfældelse. Som leder blev der valgt en "Landammann" (en slags oldermand), hovedsagelig fra de mest respekterede familier i Bregenzerwald. Den såkaldte Landammännertafel (oldermandsråd) eksisterer den dag i dag, og her forefindes stadig nogle af de mere kendte navne, der stammer fra Bregenzerwald, for eksempel Feurstein, Meusburger, Metzler, med hver deres våbenskjold.
En Landammann blev valgt ved frit valg, og hans rådhus stod på Bezegg mellem Bezau og Andelsbuch. I dag står Bezegg-Sul, en stenstolpe, som minde om det tidligere rådhus.
Så tidligt som i 1658 blev stavnsbåndet til Kloster Mehrerau ophævet - det vil sige 190 år før den egentlige ophævelse i 1848.
Derfor var det i Bregenzerwald, i modsætning til de fleste af tidens bønder, muligt at bosætte sig frit. Således findes der i området Schwaben mange navne, der kan føres tilbage til Bregenzerwald.
Bonderepublikken blev afskaffet i løbet af Napoleonskrigene og ikke genindført.
I begyndelsen af det 20. århundrede var der stadig utallige "Alm" (se Maiensäss) og gårde, hvor der blev bedrevet selvstændigt landbrug og fremstilling af ost. Den dag i dag bliver der stadig bedrevet landbrug, men de drives af færre og færre landmænd.
Indtil omkring år 1900 måtte mange børn fra Bregenzerwald tage til Baden-Württemberg fra maj til oktober for at arbejde på gårde. På den måde var der færre munde at fodre om sommeren for bønderne i Bregenzerwald. Disse børn blev kaldt Schwabenkinder.
Et Bregenzerwaldhaus kan ses på bagsiden af 100-schilling sedlen fra 1970.

## Erhverv
Befolkningen i Bregenzerwald lever af turisme, landbrug og al handel med tæt forbindelse til træforarbejdning. Mange i Bregenzerwald pendler til Rheintal, Vorarlbergs økonomiske center.
Regionens håndværk og erhverv er repræsenteret af sammenslutningen Werkraum Bregenzerwald. Hvert tredje år afholdes en konkurrence, "handwerk + form".
I foråret 2011 blev tre-trins-landbruget i Bregenzerwald, den førnævnte Maiensäss, optaget i UNESCOS verdensarvsliste. Den immaterielle kulturarv omfatter praksis, udtryksformer, viden og færdigheder, som lokalsamfund og grupper anser en del af deres kulturarv for at være værd at beskytte og værdsætte. Immateriel kulturarv videregives fra generation til generation i bestandig forandring, hvilket giver samfundene en følelse af identitet og kontinuitet. Hele Østrig har 45 emner på denne liste, hvoraf fire er fra Vorarlberg.

## Turisme, arkitektur & seværdigheder
Bregenzerwald er mest kendt som et skisportssted om vinteren, og rige muligheder for cykel- og vandreture i løbet af sommeren (for eksempel Hittisauer Wasser-Wanderweg, som fører over Engenlochschlucht). Gæster kan fra maj til oktober få udleveret Bregenzerwaldcard for at gå på opdagelse i området.
Her findes også "Käsestraße Bregenzerwald" (Bregenzer Bergkäse og Almkäse er kendt som en ostedelikatesse) eller sangfestivalen «Schubertiade» i Schwarzenberg. Bregenzerwald har meget urørt natur og gamle traditioner.
En af disse traditioner er en "Juppe" - en skræddersyet kvindedragt som kun findes i dette område - tit er det en dragt der bliver passet og plejet hele livet. Til dragten hører et væld af accessoires.
Arkitekturen er, præget af det traditions- og naturbundne, men kombineres med moderne islæt, som i resten af Vorarlberg.
Af andre seværdigheder kan nævnes:
- Forskellige museer (bl.a. østrigs eneste kvindemuseum - http://www.frauenmuseum.at)
- Bregenzerwaldbahn, en lille rest smalsporjernbane, som mellem 1902 og 1983 kørte en 35,5 km lang strækning mellem byerne Bregenz og Bezau - i dag kan man køre en 5 km lang strækning
- Gschwendtobel-Brücke, træbro bygget i 1830
- Lingenauer Hochbrücke, en 370 meter lang stålbetonbro bygget mellem 1964 og 1968 - vejbanen ligger i 90 meters højde
- BUS:STOP Krumbach, 7 busstoppesteder i og omkring byen Krumbach, konciperet af hver sin arkitekt